# Quirinus van Siscia
Quirinus van Siscia was een bisschop en martelaar, die rond 300 n.Chr. leefde in Siscia, het huidige Sisak in Kroatië.

## Leven

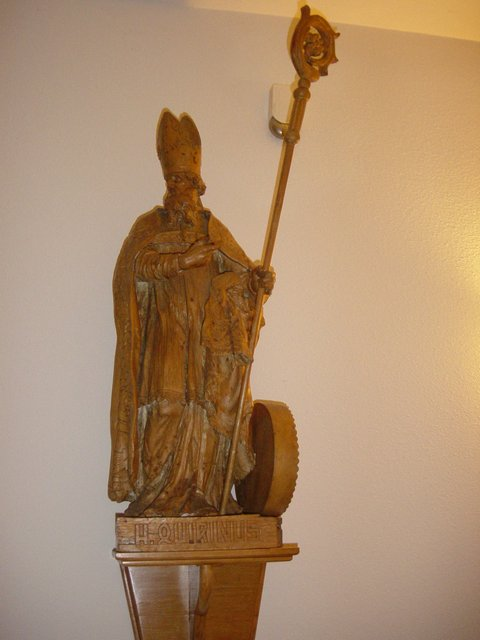
H. Quirinus van Siscia

Quirinus vluchtte uit zijn bisdom voor de vervolging door keizer Galerius. Hij werd door soldaten gearresteerd, teruggebracht naar Siscia en voorgeleid aan de bewindvoerder Maximus. Toen men hem beval de goden te offeren, antwoordde hij volgens de legende: "Ik heb er voor gekozen om niet meer een priester van Jupiter te worden, maar mijzelf als offer aan God aan te bieden. Ik prijs me gelukkig dat de tijd gekomen is dat ik priester en offer tegelijk kan worden".
De heilige werd hierop met de zweep geslagen. Rond middernacht zag men een merkwaardig licht rond om Quirinus, waardoor de gevangenisbewaarder aan zijn voeten neerviel en zei:"Dienaar Gods, bid voor mij, want ik geloof dat er geen andere God is dan de God in wie U gelooft".

## Overlijden
Quirinus werd overgedragen aan Amantius, de gouverneur van Pannonia Prima. Deze bracht Quirinus naar Sabaria, het huidige Szombathely. Omdat Quirinus bleef weigeren te offeren aan de Romeinse goden, werd de heilige gemarteld, een molensteen om de hals gehangen en zo over de brug in de rivier de Raab geworpen. Toen hij in de rivier kwam, zonk hij niet, maar bleef drijven. Quirinus sprak het toekijkende volk toe. Dit wonder bekeerde veel heidenen. 
Al biddend stierf hij in het jaar 310. 

## Postuum
Zijn lichaam werd opgevist en bewaard in de Basiliek van Sabaria. Tijdens de grote volksverhuizing vielen germaanse stammen het gebied binnen. De Christenen vluchtten naar Rome, namen zijn overblijfselen mee naar de St. Sebastiaankerk aan de Via Appia in Rome.

## Symbolen en naamdag
Als attribuut heeft de H. Quirinus van Siscia een molensteen, waarmee hij altijd wordt afgebeeld.
Zijn naamdag valt op 4 juni.